# 182-я — 183-я улицы (линия Конкорс, Ай-эн-ди)
|   |     |     |     |   |
| · | · л | · э | · л | · |

|   |     |     |     |   |
| · | · л | · э | · л | · |

«182-я — 183-я улицы» (англ. 182nd–183rd Streets) — станция Нью-Йоркского метрополитена, расположенная на линии Конкорс, Ай-эн-ди. Станция находится в Бронксе, в округе Фордхэм, на Гранд-Конкорсе между Восточной 182-й и Восточной 183-й улицами. На станции останавливаются маршруты B (в часы пик) и D (круглосуточно, кроме часов пик в пиковом направлении). Станцию проходит без остановки маршрут D (в часы пик в пиковом направлении).
Эта станция была открыта 1 июля 1933 год в составе первой очереди IND Concourse Line. Она представлена двумя боковыми платформами, расположенными на трёхпутном участке пути. Платформами оборудованы только внешние локальные пути. Колонны на станции покрашены в зелёный цвет. Название станции представлено как в виде стандартных чёрных табличек на колоннах, так и мозаикой на стенах. Интересно то, что на колоннах название никогда не фигурирует полностью: в северной части написано 183rd Street, в южной — 182nd Street.
Станция имеет единственный выход в южной части платформ. Имеется мезонин, расположенный над платформами во всю их длину. Большая часть мезонина была закрыта в ходе реконструкции. С каждой платформы ведут две лестницы в мезонин, где располагается турникетный павильон. Оттуда в город ведут четыре лестницы — ко всем углам перекрестка Восточной 182-й улицы и Гранд-Конкорса. Также имеется закрытый выход в северной части платформ на Восточную 183-ю улицу.